# Чернигов-Северный
Чернигов-Северный (укр. Чернігів-Північний) — грузо-пассажирская промежуточная железнодорожная станция 3-го класса Киевской дирекции Юго-Западной железной дороги на линии Чернигов—Новобелицкая, расположенная в городе Чернигов (Черниговская область, Украина), между станциями Чернигов и Халявино.

## Общие сведения
Станция была открыта в 1954 году на действующей ж/д линии Чернигов—Новобелицкая. Станция расположена в городской черте Чернигова на территории Новозаводского района: между улицами 102-километр и Общественная.
Станция представлена одной боковой и одной островной платформами. Имеет 8 путей: 2 пассажирских и 6 грузовых. Есть здание вокзала.

## Пассажирское сообщение
Ежедневно станция принимает две пары пригородных поездов сообщения Чернигов—Горностаевка.